# Kissinger Associates
Kissinger Associates ist ein internationales geopolitisches Beratungsunternehmen und Denkfabrik mit Sitz in New York City, das 1982 von Henry Kissinger gegründet wurde. Das Unternehmen unterstützt seine Kunden bei der Suche nach strategischen Partnern und Investitionsmöglichkeiten sowie der Beratung in Außenbeziehungen.

## Geschichte
Das Unternehmen wurde im Juli 1982 von Henry Kissinger gegründet, nachdem Darlehen von Goldman Sachs und einem Konsortium von drei anderen Banken gesichert worden waren. Diese Darlehen wurden innerhalb von zwei Jahren zurückgezahlt. Bis 1987 hatte der Jahresumsatz 5 Millionen Dollar erreicht. 1999 erweiterte Kissinger sein Unternehmen gemeinsam mit Mack McLarty zur Firma Kissinger McLarty Associates, das Büro der Firma war in den Straßen Achtzehn und Pennsylvania in Washington D.C. McLarty war unter Bill Clinton Stabschef des Weißen Hauses. Kissinger McLarty war ein korporatives Mitglied des Council of the Americas, einer in New York ansässigen Unternehmensorganisation, die 1965 von David Rockefeller gegründet wurde.  Im Januar 2008 trennten sich die beiden Firmen und McLarty Associates, angeführt von Mack McLarty, ist weiterhin eine unabhängige Firma mit Sitz in Washington. Kissinger Associates befindet sich heute in River House in der Park Avenue (Manhattan) in einem Gebäude, das auch von der Blackstone Group genutzt wird.
Kissinger Associates legt seine Kunden nicht unter US-amerikanischen Lobbygesetzen offen. Die Firma drohte einst, den Kongress zu verklagen, um sich einer Vorladung wegen ihrer Kundenliste zu widersetzen. In der Vergangenheit wurden American Express, Anheuser-Busch, Coca-Cola, Daewoo, Midland Bank, H.J. Heinz, ITT Corporation, Ericsson, Fiat und Volvo beraten. In ihrem Insolvenzantrag gab Lehman Brothers Kissinger Associates als Gläubiger an.  Das Unternehmen gehört dem US-Russia Business Council an, einer Handelsgruppe, zu der ExxonMobil, JPMorgan Chase und Pfizer gehören.

## Organisation

### Assoziierte Unternehmen
- APCO Worldwide (Beratungsunternehmen)[6]
- Blackstone Group (Investmentgesellschaft)[7][8]
- Hakluyt & Company (britisches Beratungsunternehmen)[9]
- Covington & Burling (Anwaltskanzlei)[10]

### Ehemalige Mitarbeiter
- Paul Bremer (Zivilverwalter für den Irak unter George W. Bush)
- Lawrence Eagleburger (ehemaliger Außenminister der USA)[11]
- Timothy Geithner (ehemaliger Finanzminister der USA)
- Bill Richardson (ehemaliger Governor von New Mexico)
- Brent Scowcroft (ehemaliger Nationaler Sicherheitsberater der USA)
- John O. Brennan (ehemaliger Direktor der Central Intelligence Agency)[12]

### Direktoren
- Peter Carington, 6. Baron Carrington[13]
- Pehr G. Gyllenhammar
- William D. Rogers
- Eric Roll, Baron Roll of Ipsden
- William E. Simon
- Ōkita Saburō
- Étienne Davignon

## Klienten
Kissinger Associates legt seine Liste der Unternehmenskunden nicht offen und verbietet Berichten zufolge Kunden die Offenlegung der Geschäftsbeziehung.  Im Laufe der Zeit sind jedoch Details durchgesickert, und es wurden eine Reihe wichtiger Unternehmenskunden identifiziert.
Die Geheimhaltung ihrer Firmenkundenliste hat Probleme verursacht, als Kissinger oder ein Mitglied seines Personals in den öffentlichen Dienst gerufen wurde. 1989 nominierte George H. W. Bush Lawrence Eagleburger zu seinem stellvertretenden Staatssekretär. Der Kongress verlangte, dass Eagleburger die Namen von 16 Kunden offenlegte, von denen einige aus seine Kissinger Associates-Mitgliedschaft stammten. Später wurde Kissinger selbst von George W. Bush zum Vorsitzenden der Nationalen Kommission für Terroranschläge auf die Vereinigten Staaten ernannt. Die Demokraten im Kongress bestanden darauf, dass Kissinger die Namen der Kunden offenlegte. Kissinger und Präsident Bush behaupteten, solche Offenlegungen seien nicht notwendig, aber Kissinger trat schließlich unter Berufung auf Interessenkonflikte zurück.